# توان خروجی فرستنده

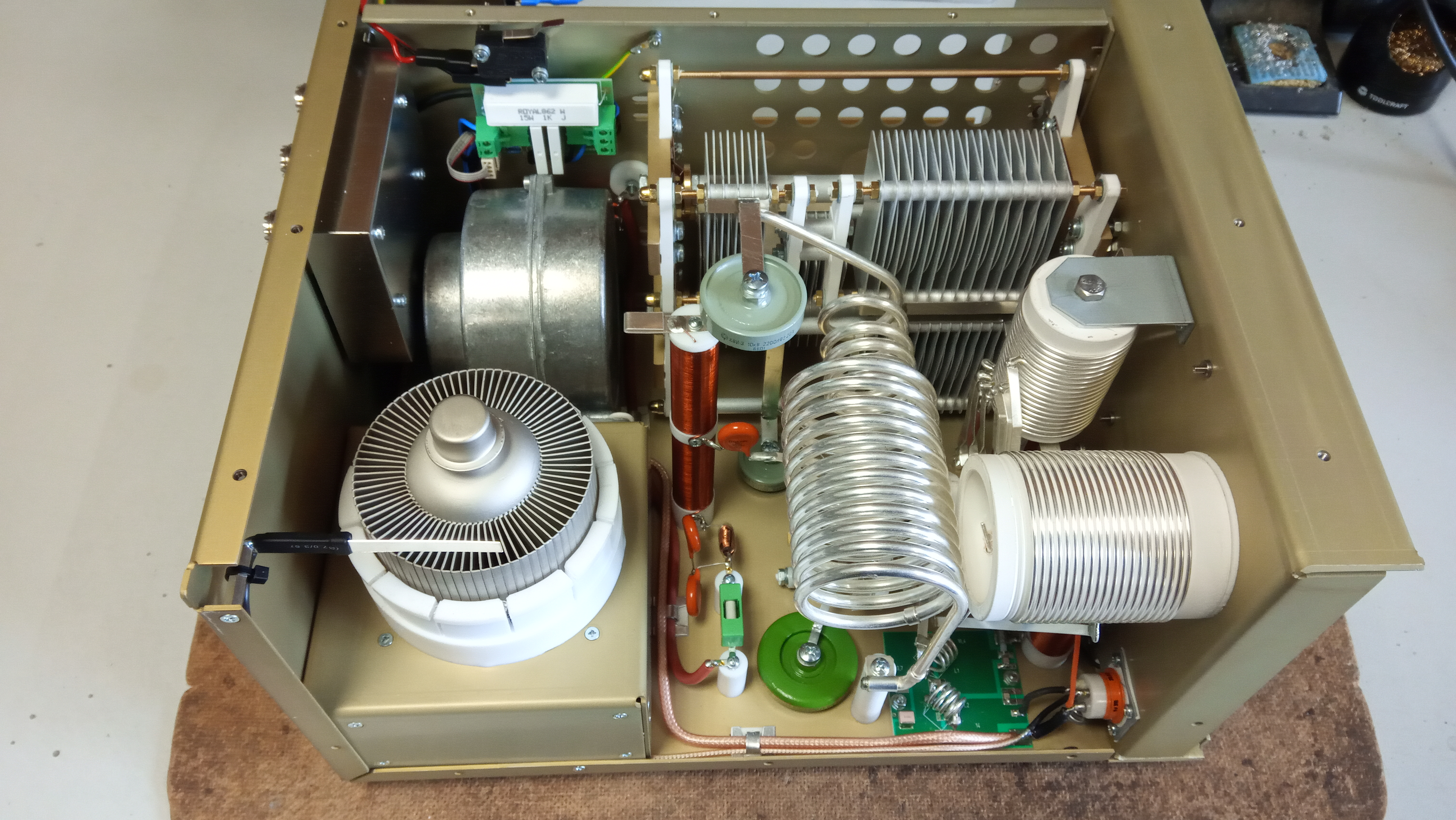
نمای داخل یک فرستنده

در ارسال رادیویی، توان خروجی فرستنده (TPO) مقدار واقعی توان (برحسب وات) انرژی فرکانس رادیویی (RF) است که یک فرستنده در خروجی خود تولید می‌کند.
این مقدار توانی نیست که یک ایستگاه رادیویی به عنوان توان خود گزارش می‌دهد، همان‌طور که در «ما ۱۰۰۰۰۰ وات راک اند رول هستیم» که معمولاً توان تابیده مؤثر (ERP) است. ئی‌پی‌آر برای فرستنده‌های وی‌اچ‌اف/یواچ‌اف معمولاً بیشتر از تی‌پی‌او است، برای فرستنده‌های ال‌اف/ام‌اف تقریباً یکسان است، در حالی که برای فرستنده‌های وی‌ال‌اف ممکن است کمتر باشد.
طراحی آنتن رادیویی سیگنال را به سمت افق «متمرکز» می‌کند و باعث پیدآوردن بهره و افزایش ئی‌پی‌آر می‌شود. همچنین مقداری تلفات (بهره منفی) از خط‌تغذیه وجود دارد که هم با مقاومت و هم با تابش بخش کوچکی از سیگنال، مقداری از تی‌پی‌او را به آنتن کاهش می‌دهد.
معادله اصلی مربوط به فرستنده برای توان مؤثر عبارت است از:
{\displaystyle TPO\ \times \ loss_{feedline}\ \times \ gain_{antenna}\ =\ ERP}
توجه داشته باشید که در این فرمول بهره آنتن با ارجاع به دوقطبی تنظیم‌شده (dBd) بیان می‌شود.